# Zemplínska Široká
Zemplínska Široká é um município da Eslováquia, situado no distrito de Michalovce, na região de Košice. Tem 16,25 km² de área e sua população em 2018 foi estimada em 953 habitantes.

## Demografia
| Ano:        | 1994 | 2004   | 2014   | 2024   |
| ----------- | ---- | ------ | ------ | ------ |
| Broj ljudi: | 816  | 871    | 951    | 1025   |
| Razlika:    |      | +6,74% | +9,18% | +7,78% |

| Ano:               | 2023 | 2024   |
| ------------------ | ---- | ------ |
| Número de pessoas: | 1027 | 1025   |
| Diferença:         |      | -0,19% |